# Lee Chae-young
Lee Chae-young (en hangul, 이채영)  (29 de abril de 1986) es una actriz surcoreana.

## Carrera
Debutó en el vídeo musical "Come On" del grupo de Hip-hop Turtles en 2003. Al año siguiente participó en el vídeo “I Do” de Rain y en 2007 “Did You Forget It” de Yoon Mi-rae. 
Su primer drama fue Witch Yoo Hee, una comedia romántica, como la Chef Marie. No fue hasta que fue elegida como Sa Illa en el drama histórico Iron Empress y participó como presentadora en la KBS para Star Golden Bell que su popularidad aumentó. Es graduada de la Universidad Dankook y hermana menor de la también actriz Seo Seung-ah.

## Filmografía

### Series
- 2007: Witch Yoo Hee - Chef Marie
- 2007: Find My Son, Sam Man Ri - Song Hee-joo
- 2009: Iron Empress - Sa Il-la
- 2009: Soul Special - Min Se-hee[6]
- 2009: Wife Returns - Min Yi Hyun
- 2010: Comrades - Dan-yeong
- 2011: Royal Family - Park Min-kyeong
- 2011: Miracle (Bicycle Looking for a Whale) - Young Chae
- 2012: The Birth of a Family - Ma Ye-ri
- 2014: Two Mothers - Lee Hwa-young
- 2015: More Than a Maid - Ga Hee-ah
- 2017: The Emperor: Owner of the Mask - Mae Chang
- 2018: A Poem a Day - Kim Yoon-joo
- 2018: My Strange Hero - Novia (ep. 1)[7]
- 2020-2021: A Man in a Veil - Han Yoo-ra
- 2023: Family - Yoon Chae-ri

### Programas de variedades
- 2009: Star Golden Bell - presentadora
- 2010: A Guy Who Reads Baseball[8]
- 2010: Wonder Woman[9]
- 2011: Show Show Show[10]
- 2019: King of Mask Singer - participante "Beat" (ep. #229).

### Películas
- 2008: Life is Cool - Kim Mi-young
- 2008: Truck - Han Saet-byeol
- 2009: Flight - Soo-ah
- 2011: Bicycle Looking for a Whale/Miracle - Yeong-chae
- 2012: The Grand Heist - Seol-hwa
- 2013: Secretly, Greatly - Ran
- 2015: The Mirror

### Vídeos musicales
- 2003: Turtles - Come On
- 2004: Rain - I Do
- 2004: Air Rise - Away
- 2007: Yoon Mi-rae - Did You Forget It
- 2008: Natural - 보내는 마음[11][12]
- 2009:Lee Soo Young - I Erase It
- 2009: Hwayobi - Once
- 2009: K.Will - 사랑한단 말을 못해서
- 2010: Rumble Fish - 남잔 다 그래
- 2010: Kim Dong Hee - 죽을것같아
- 2010: Homme - I Was Able to Eat Well
- 2011: Ocean Girls - Ride Now
- 2011: Homme - Man Should Laugh

## Modelaje
- 11th Street
- Men's Health[13][14]
- Apple Hip[15]
- DL1961 Premium Jeans[16]
- Maxim[17]

## Premios y nominaciones
| Año  | Premio                | Categoría                                   | Trabajo         | Resultado |
| ---- | --------------------- | ------------------------------------------- | --------------- | --------- |
| 2020 | 7th APAN Star Award   | Excellence Award, Actress in a Serial Drama | A Man in a Veil | Nominada  |
| 2020 | 34th KBS Drama Awards | Excellence Award – Actress in a Daily Drama | A Man in a Veil | Ganó      |